# Bodó Barna
Bodó Barna (Sepsiszentgyörgy, 1948. július 29. –) magyar politológus, egyetemi tanár, közíró, korábban újságíró, politikus.

## Életútja
Iskolai tanulmányait szülővárosában végezte (1955–1966), a temesvári egyetem fizika karán szerzett felsőfokú képesítést (1968–1972). Több posztgraduális képzésben vett részt (újságírás, közigazgatási jog, művelődéspolitikai mesterképzés).
1972 és 1993 között  főfoglalkozású újságíró volt (Szabad Szó, Ifjúmunkás, Előre, Romániai Magyar Szó), mellékállásban középiskolai (1972–1978) és egyetemi oktató (1978–1980).
Az 1990-es évek elején bekapcsolódott az RMDSZ munkájába, helyi és országos szinten, valamint önkormányzati szervezetekben, civil szervezetekben működött. 1996-tól a Kisebbségi Szórványkutató Központ vezetője. A Bánsági Magyar Demokrata Szövetség elnöke (1990–1991), az RMDSZ országos politikai alelnöke (1990–1991), az RMDSZ ügyvezető politikai alelnöke (1993–1995), a Szövetségi Képviselők Tanácsának alelnöke (1995–1998), Temes megye ideiglenes tanácsának a tagja (1990 január–augusztus), Temes megye tanácsának tagja (RMDSZ, 1992–2004).
2000–2007 között a Babeș–Bolyai Tudományegyetem politikatudományi tanszékén adjunktus, ugyanott doktorált filozófiából 2003-ban. 2007-től docens, majd 2015-től tiszteletbeli professzor  a Sapientia Erdélyi Magyar Tudományegyetem nemzetközi kapcsolatok tanszékén. 2017–től a Nemzeti Közszolgálati Egyetem doktori iskolájában doktorátusvezető. 2018–as nyugdíjazásától óraadó tanár Sapientia kolozsvári karán.

## Munkássága
Újságíróként írásaiban a gazdasági és társadalmi valóság összetett jelenségeit tárta fel, ill. a fizika haladó hagyományait és eredményeit népszerűsítette.  Írással szerepelt A Demeter gyerekek pályaválasztása és más igaz történetek (1977) c. kötetben. Hegedűs Imrével közösen írt könyve De la desene simple la holografie (Temesvár, 1978) címmel az optika problémarendszerét és fejlődését tekintette át. Gondozója volt az Eötvös Loránd tudományos és tudománypolitikai írásait tartalmazó Téka-kötetnek (1980). Szerkesztésében jelent meg a Mit tettem mint fizikus? című kötet Nobel-díjas tudósokról, e kötet megjelenését segítették többek közt Varga Lajos Károly kutató fizikus fordításai (Bukarest, 1985).
Kutatási területei: szórványhelyzet, interetnikus kapcsolatok, regionalizmus-határmentiség.
1984 és 2024 között 125 szakdolgozatot közölt magyar, román és angol nyelvű kötetekben. 1990 és 2024 között 124 esszét, tanulmányt, recenziót közölt magyar, román, német és angol nyelven.

### Kötetei (válogatás)
- Eötvös Loránd tudományos és művelődéspolitikai írásaiból (Bukarest, 1980)
- Feleúton – útfélen. Följegyzések, beszélgetések (Bukarest, 1982)
- Mit tettem mint fizikus? Nobel-díjasok önéletírásaiból (Bukarest, 1985)
- Ember és világ. Tanulmányok a hitről; válogatta Bodó Barna; Kriterion, Bukarest, 1986 (Századunk)
- Holnap is köszönnek. Riportfüzér (Bukarest, 1989)
- Miskolczi Miklós: Színlelni boldog szeretőt / Bodó Barnaː Szenvedő Temesvár; Romániai Magyar Szó, Bukarest, 1990 (RMSZ zsebkönyvek)
- Erdélyi egyházaink évszázadai; szerk. Barabás Zoltán, Miklós László, Bodó Barna; Transil, Bukarest, 1992 (RMSZ zsebkönyvek)
- A Romániai Magyar Demokrata Szövetség III. Kongresszusa: Brassó, 1993. január 15–17.; fel. szerk. Bodó Barna, Somai József; RMDSZ, Marosvásárhely, 1995
- Kisebbségi érdekvédelem. Kormányból és/vagy ellenzékből. Az 1996. december 16-án, a Temesvári Református Egyházközség Újvárossy Ernő gyülekezeti termében megtartott tudományos tanácskozás anyaga; felelős kiadó Bodó Barna; Temesvári Szórvány Alapítvány, Temesvár, 1997 (Szórvány füzetek)
- Szórvány és iskola. Elemzések és programok a szórványoktatás témaköréből; szerk. Bodó Barna; Iskola Alapítvány, Kolozsvár, 2001
- Tradiţie şi interculturalitate; szerk. Bodó Barna; Centrul de Cultură şi Artă al Judeţului Timiş, Timişoara, 2002 (Interferenciae Banaticae)
- Szereppróba. Elitek, szerepek, peremlét; szerk. Bodó Barna; Szórvány Alapítvány, Temesvár, 2002 (Diaszpóra könyvek)
- Bakk Miklós–Bodó Barnaː Státusdiskurzus; utószó A. Gergely András; Szórvány Alapítvány, Temesvár, 2003 (Diaszpóra könyvek)
- Talpalatnyi régiónk. Politológiai esszék (Kolozsvár, 2003)
- Az identitás egyetemessége (Kolozsvár, 2004)
- Imagine şi comunicare; szerk. Bodó Barna; Diaspora, Timişoara, 2006 (Interferenciae Banaticae)
- Regionális identitás, közösségépítés, szórványgondozás; szerk. Balogh Balázs, Bodó Barna, Ilyés Zoltán; Lucidus, Bp., 2007 (Kisebbségkutatás könyvek)
- Európai Unió és regionális politika; szerk. Bodó Barna; Scientia, Kolozsvár, 2008
- Kisebbségben, közösségben. Balázs Sándor nyolcvanadik születésnapjára; szerk. Bodó Barna; Tempus, Temesvár, 2008
- Szórvány és nyelvhatár. Tanulmányok (Budapest, 2009)
- Nations and national minorities in the European Union; szerk. Bodó Barna, Tonk Márton; Scientia, Cluj-Napoca [Kolozsvár], 2009
- Bánsági magyar panteon; szerk. Bodó Barna; Szórvány Alapítvány, Temesvár, 2009
- Közpolitika; Scientia Kiadó, Kolozsvár, 2011
- Civil szerepek – civil szereplők; 2015 (A kötet huszonhárom írást tartalmaz a civil társadalomról)[2]
- Fiatal tudomány, tudományunk fiataljai a Kárpát-medencében; szerk. Bodó Barna, Szoták Szilvia; Balassi Intézet Márton Áron Szakkollégium–Külgazdasági és Külügyminisztérium, Bp., 2017 (Határhelyzetek)
- Meggyötört valóság. Válogatott publicisztikai írások; IJK, Arad, 2020 (Irodalmi jelen könyvek)
- Egy más mellett. Esszék, tanulmányok; Scientia, Kolozsvár, 2023 (Sapientia könyvek. Társadalomtudomány)

### Szaklapok szerkesztője, szerkesztőbizottsági tagság
- Civil Fórum – a romániai magyar civil szféra lapja, szerkesztőbizottsági tag (2000–2012), kiadó-szerkesztő (2013–2016)
- Magyar Kisebbség – a Politeia Politikatudományi Egyesület által kiadott kisebbségpolitikai lap – szerkesztőbizottsági tag (2007–)
- Convieţuirea – a szegedi Egyetem Román Nyelv és Irodalom Tanszéke által kiadott lap – szerkesztőbizottsági tag (2007–2012)
- Regi(j)óvilág – regionális helytörténeti és honismereti szemle, kiadó (2006–2017)
- Acta Universitatis Sapientiae, European and Regional Studies – a Sapientia EMTE szakfolyóirata, főszerkesztő (2010–2016), szerkesztőbizottsági tag (2008–)
- Bécsi Napló (egyetlen nyugati országban megjelenő magyar folyóirat, szerkesztőbizottsági tag 2018–)
- Kisebbségvédelem (kisebbségjogi folyóirat, Budapest) –szerkesztőbizottsági tag (2019–)

### Közéleti tevékenysége
- Szórvány Alapítvány Temesvár – alapító elnök (1993), elnök
- Magyar Civil Szervezetek Erdélyi Szövetsége – alapító és elnök (2005–)
- Bánság Magyar Értékekért Egyesület – alapító elnök (2022)
- Interkulturális Intézet Temesvár – tag (1993–), igazgatótanácsi tag (2006–2017, 2019–)
- Erdélyi Múzeum Egyesület – tag (1993–)
- Román Írószövetség – tag (1993–)
- Zenebarátok Társasága Temesvár – tag (1995–)
- POLITEIA - Romániai Magyar Politikatudományi Egyesület, Kolozsvár – alapító elnök (2000), tag
- MTA – köztestületi tag (2005–)
- Esélyt a Szórványnak Alapítvány, Magyarország – alapító (2015)
- Magyar Nyelv és Kultúra Nemzetközi Társasága (Anyanyelvi Konferencia) – tag, igazgatótanácsi tag (2010–2015), tanácsadó testület tagja (2018–)

Tagja volt a következő társaságoknak: Pro Amicitia Egyesület, Temesvár; Magyar Regionális Tudományok Társasága; Magyar Politikatudományi Társaság; TECHNÉ – temesvári magyar egyetemi oktatók egyesülete; CÖF-CÖKA Tanácsadó Testület tagja (2018–)

## Díjak, elismerések (válogatás)
- 1984 – írószövetségi elsőkötetes-díj a Feleúton-útfélen c. kötetért
- 1985 – riporteri nívódíj a Román Újságírószövetség részéről
- 2002 – Csongrád Megye Alkotói Díja, Szeged
- 2004 – az Írószövetség Temesvári Társasága díja a Talpalatnyi régiónk c. kötetért
- 2006 – Wass Albert-díj, Sepsiszentgyörgy
- 2006 – Julianus-díj, Csíkszereda
- 2008 – Pro Cultura-díj, Megyei Tanács Temesvár
- 2010 – Regionális EMKE-díj
- 2013 – Báthory István-díj (Erdélyi Magyar Nemzeti Tanács adományozza)
- 2014 – Magyar Köztársasági Érdemrend Lovagkeresztje
- 2018 – Szellemi honvédő-díj, Budapest
- 2018 – Kós Károly-díj, Nagyvárad
- 2019 – Közösségért-díj, Temesvár
- 2021 – Magyar Kultúra Lovagja
- 2021 – Pesty Frigyes-díj, Temesvár
- 2022 – Balogh Artúr-érdemérem (Sapientia, NKET Tanszék)